# Yengimahalla (köpinghuvudort i Kina, Xinjiang Uygur Zizhiqu, lat 41,35, long 82,65)
Yengimahalla (kinesiska: 英买力, 英买力镇) är en köpinghuvudort i Kina. Den ligger i den autonoma regionen Xinjiang, i den nordvästra delen av landet, omkring 490 kilometer sydväst om regionhuvudstaden Ürümqi. Antalet invånare är 43 151. Befolkningen består av 21 034 kvinnor och 22 117 män. Barn under 15 år utgör 26,0 %, vuxna 15-64 år 67 %, och äldre över 65 år 5,0 %.
Runt Yengimahalla är det mycket glesbefolkat, med 7 invånare per kvadratkilometer. Närmaste större samhälle är Xayar, 18,3 km sydost om Yengimahalla. Trakten runt Yengimahalla består till största delen av jordbruksmark.
Genomsnittlig årsnederbörd är 107 millimeter. Den regnigaste månaden är juni, med i genomsnitt 31 mm nederbörd, och den torraste är april, med 2 mm nederbörd.